# Lesebuch
Der Ausdruck Lesebuch bezeichnet eine Zusammenstellung von Texten oder Textabschnitten zum Zwecke des Lesenlernens und der Beschäftigung mit literarischen Texten.

## Schullesebuch
Das Schullesebuch kam bereits in den Lateinschulen des Mittelalters auf, das christlich-theologische Texte vermittelte. Im 15./16. Jahrhundert gesellte sich das Realienbuch mit Stoffen aus Natur und Umwelt hinzu. Die reformatorisch geprägte Neuzeit unterscheidet in der Schullektüre vom Lesebuch weiterhin Bibel, Katechismus sowie die Fibel zur Vermittlung des Alphabets (ABC-Buch).
Das Lesebuch als pädagogisches Medium mit moralischer Zielsetzung entstand exemplarisch in Eberhard von Rochows Kinderfreund 1776, das mit Beispielgeschichten die Sozialisation in die Gesellschaft zu erreichen suchte. In Anlehnung an den Katechismus-Unterricht war der Text zu verstehen und seine Bedeutung zusammenfassend auswendig zu lernen.
Im 19. und beginnenden 20. Jahrhundert wandten sich die Lesebücher von den aufklärerischen Wurzeln ab und dem wachsenden Nationalismus zu. Suchte man zunächst die Gesinnungsbildung durch Dichtung („deutsche Chrestomathie“) zu vermitteln, setzte man z. B. seit dem Deutschen Lesebuch Philipp Wackernagels 1843 bewusst auf die nationale Bildung und Erziehung, die etwa im Rückgriff auf das Mittelalter ein angebliches „deutsches Wesen“ idealisierte und in moralisierenden Exempeln die Haltung zu Kirche, Kaiser und Familie, zu Arbeit und Gehorsam erzog. Dazu dienten neben Originaltexten Sprüche, Parabeln oder Fabeln.
Der Nationalsozialismus versah die Lesebücher unter Rückgriff auf romantisierendes Blut-und-Boden-Gedankengut mit rassistisch-völkischen Ideen.
Während die Lesebücher in den Anfangsjahren der Bundesrepublik Deutschland einen Rückzug in eine unpolitische Heimatlichkeit antraten (Sieben Ähren oder Silberfracht), setzte man in den Lesebüchern der DDR bei Rückgriff auf progressive Literaturtraditionen einerseits auf eine konsequente Abrechnung mit dem Faschismus, andererseits mit dem Kalten Krieg auf die Abgrenzung vom Westen und eine ideologische Integration in das Lager des „real existierenden Sozialismus“.
Zu Beginn der 1960er begann in der Bundesrepublik eine Debatte um den Zustand des Schullesebuchs, in dem zum Beispiel von dem französischen Germanisten Robert Minder harsche Kritik am Provinzialismus der damaligen Lesebücher geübt wurde. Minder nahm Anstoß an der unverhältnismäßigen Repräsentation des Agrarisch-Beschaulichen in den Lesebüchern und sprach in diesem Zusammenhang von einem erfolgreich durchgeführten „Morgenthau-Plan der Literatur“.
Auch Walther Killy hatte Kritik geübt und unter dem Titel Zeichen der Zeit einen eigenen Lesebuchentwurf in 4 Bänden vorgelegt.
In Bayern wurde die Debatte insbesondere von der Politikerin Hildegard Hamm-Brücher angestoßen, die kritisierte, dass moderne Berufs- und Freizeitwelt der Groß- und Mittelstadt in den Lesebüchern nicht vorkomme und der Erziehungswille der Lesebücher dahin ginge, „unsere Kinder zu frommen, gehorsamen, fleißigen und in jeder Weise materiell, aber auch intellektuell genügsamen Untertanen zu erziehen“.
Hinzu kam, dass die Exilliteratur und die neueste Literatur in den Lesebüchern so gut wie gar nicht vertreten war. So stellte Wolfgang Schulz fest, dass in 116 deutschen Lesebüchern von den zwölf 1933 aus der Preußischen Dichterakademie gejagten Autoren insgesamt 12 Beiträge, von den zwölf nachrückenden „Dichtern“ jedoch 334 abgedruckt waren.
Peter Glotz und Wolfgang R. Langenbucher, zwei junge Wissenschaftler der Münchner Universität nahmen diese Kritik zum Anlass, einen „polemischen Gegenentwurf“ in Form des 1965 erschienenen Lesebuchs Versäumten Lektionen vorzulegen.
In der Folge entstanden ab Mitte der 1960er Jahre in der Bundesrepublik Deutschland eine Vielzahl unterschiedlicher Lesebücher. Das "Lesebuch 65", das im Hermann Schroedel Verlag erschien und von Klaus Gerth herausgegeben wurde, gilt als richtungsweisende Antwort auf diese Debatte. Durch die daran anschließende Medienvielfalt im Schulunterricht ist die Debatte um das Lesebuch verebbt.

## Lesebuch als Textsammlung
Neben dem Schullesebuch wird die Bezeichnung „Lesebuch“ auch allgemeiner für Zusammenstellung literarischer und nichtliterarischer Texte verwendet, entsprechend dem englischen „Reader“, zum Beispiel für Sammlungen von Texten eines bestimmten Autors (z. B. „Nietzsche-Lesebuch“), einer literarischen Epoche (z. B. „Polnische Romantik : ein literarisches Lesebuch“) oder für Sammlungen von Quellentexten oder thematische Sammlungen. Von der Anthologie unterscheidet sich das Lesebuch typischerweise durch die didaktische Zielsetzung bzw. durch den didaktischen Kontext.
Bekannte Beispiele literarischer Lesebücher sind:
- Hugo von Hofmannsthal: Deutsches Lesebuch. 1922/23.
- Stephan Hermlin: Deutsches Lesebuch. Von Luther bis Liebknecht. 1976. Taschenbuch: Reclam, 1990, ISBN 3-379-00239-9.